# Edward Waring
Edward Waring (asi 1736 Old Heath – 15. srpna 1798 Plealey) byl anglický matematik. Od roku 1760 až do své smrti byl profesorem matematiky na Univerzitě v Cambridgi. Je znám svými příspěvky k teorii čísel, zejména definováním tzv. Waringova problému (v práci Meditationes Algebraicae z roku 1770). Jeho oceňovanou studií byla rovněž Miscellanea Analytica (1762). Předznamenal Lagrangeovu interpolaci. Na půdu filozofie vstoupil prací An Essay on the Principles of Human Knowledge (1794). V roce 1763 zvolen členem Královské společnosti a v roce 1784 mu byla udělena Copleyho medaile. Věnoval se též lékařství - prováděl pitvy s Richardem Watsonem a přibližně od roku 1770 byl lékařem v Addenbrookské nemocnici v Cambridgi a měl soukromou praxi v St Ives. Jeho kariéra lékaře však nebyla příliš úspěšná, protože byl krátkozraký a velmi plachý muž. Během svých posledních let upadl do hluboké náboženské melancholie a zemřel na nachlazení.